# ده بورة (كليائي)
ده بورة (بالفارسية: ده بوره) هي قرية تقع في إيران في قسم کلیائي الريفي. يقدر عدد سكانها بـ 102 نسمة بحسب إحصاء 2016.